# Renée Moreau
Pour les articles homonymes, voir Moreau (nom de famille).
Renée Moreau, né le 23 septembre 1919 à Buxeuil dans la Vienne, morte le 24 septembre 2021 à Senillé, est une militante et résistante française. 
Membre de l'Organisation spéciale puis des FTP, elle diffuse des tracts, prend part à des sabotages, participe à un journal clandestin et organise une vaste manifestation. Dénoncée, elle est arrêtée en février 1943, torturée, déportée à Ravensbrück, d'où elle revient en juin 1945.

## Biographie

### Jeunesse, débuts professionnels
Renée Moreau naît à Buxeuil dans la Vienne le 23 septembre 1919. Elle est la troisième des quatre filles d'une famille modeste. Elle obtient son certificat d'études mais la condition modeste de sa famille l'entraîne à devenir employée de maison, puis vendeuse à Paris. Elle revient ensuite dans sa région d'origine pour travailler à la Manufacture d'armes de Châtellerault.

### Résistance
Pendant la Seconde Guerre mondiale, sous l'Occupation, Renée Moreau entre dans la Résistance, sur l'invitation de sa collègue et amie Léone Jamain. Elle fait partie de l'Organisation spéciale (O.S.), qui devient plus tard les Francs-tireurs et partisans (FTP). La Résistance s'organise lors de réunions secrètes à la Manufacture (« la Manu »), et se matérialise d'abord par l'élaboration et la diffusion de tracts auprès de la population,. Les tracts qu'elle contribue à diffuser appellent à prendre part et à soutenir la Résistance.
Son groupe participe aussi à héberger d'autres résistants, et à les approvisionner en faux papiers d'identité, en provisions et en cartes de ravitaillement, qui sont subtilisées à la mairie,.
Renée Moreau prend part également aux sabotages dans la région, ainsi qu'à l'édition d'un journal clandestin diffusé après du personnel de la Manufacture, le Manuchard libre.
Elle est l'une des organisatrices de la grande manifestation du personnel de la Manufacture le 26 novembre 1942. Cette manifestation réunit entre 1 800 et 2 000 manifestants se ressemblant dans la cour, entonnant la Marseillaise malgré la présence de mitrailleuses allemandes, et protestant notamment contre l'envoi de travailleurs en Allemagne,. Ils obtiennent partiellement gain de cause,.

### Arrestation, déportation
Mais elle est dénoncée, et arrêtée le 17 février 1943 en même temps que quatorze de ses camarades,. Incarcérée à la prison de la Pierre Levée, à Poitiers, elle est battue au cours de nombreux interrogatoires, comme ses camarades,. Elles sont transférées le 27 mars 1943 à Romainville près de Paris,, puis à Compiègne le mois suivant et déportées en Allemagne, dans le camp de Ravensbrück,. Elle y découvrent la dure réalité des camps, avec des femmes squelettiques et des charrettes de cadavres. 
Renée Moreau est tondue, nantie du matricule 22465, et affectée au kommando de Neubrandenburg, où elle subit le travail forcé sous les coups et les privations. En avril 1945, l'Armée rouge approche et les SS donnent l'ordre d'évacuation du camp. Après trois jours de marche sans manger ni boire, elle s'évade avec quelques autres, ; leur groupe réussit à s'alimenter dans un champ puis rejoint des prisonniers de guerre français qui les cachent et les nourrissent,. Elles retrouvent ensuite les troupes alliées,. 

### Après-guerre
Lorsque Renée Moreau revient à Châtellerault le 23 juin 1945, elle ne pèse plus que 38 kg. Elle retrouve la santé, puis reprend son travail à la Manufacture.
Elle adhère à la Fédération nationale des déportés et internés résistants et patriotes, et en devient la secrétaire départementale. Elle reçoit la Légion d'honneur, la médaille militaire et la croix de guerre.
Renée Moreau meurt à 102 ans le 24 septembre 2021 à Senillé dans la Vienne.

## Distinctions
- Officier de la Légion d'honneur[6].
- Médaille militaire[6].
- Croix de guerre 1939–1945[6].